# The Obama Deception
The Obama Deception (deutsch: Die Obama Täuschung) ist ein verschwörungstheoretischer US-amerikanischer Dokumentarfilm des Regisseurs Alex Jones aus dem Jahre 2009. Der Film wurde am 12. März 2009 veröffentlicht und von Alex Jones Productions vertrieben.

## Inhalt
Der Film warnt wie alle anderen Filme von Jones auch vor einer „Neuen Weltordnung“, die „eine weltweite Dunkelheit und ein neues Zeitalter von Tyrannei und Unterdrückung mit einem wissenschaftlichen Mäntelchen“ bringen werde. Dabei wechselt der Film zwischen der Behauptung, die „Neue Weltordnung“ sei schon angebrochen, und der These, sie stehe unmittelbar bevor, hin und her.
Jones konzentriert sich in diesem Film in erster Linie auf den amerikanischen Präsidenten Barack Obama und seine Handlungen während seiner jungen Präsidentschaft. Jedoch werden auch John F. Kennedy, George H. W. Bush und die Regierung von George W. Bush erwähnt. Im Wesentlichen diskutiert der Film die Verschwörungstheorie, dass alle amerikanischen Präsidenten seit den 1960er Jahren als „Marionette“ für andere Einrichtungen und Leute gedient hätten. Es werden unter anderem die Familie Rothschild, Familie Rockefeller, Institutionen wie die Federal Reserve Bank, die Banken der Wall Street, die Bilderberg-Gruppe, der militärisch-industrielle Komplex genannt, welche die echte „Macht hinter dem Thron“ besäßen.
Jones behauptet, dass Obama durch mächtige elitäre Familien sorgfältig installiert worden sei und bewusst gegen die Interessen des amerikanischen Volkes agiere. Der Film versucht anhand von Ausschnitten und Zitaten aus Mainstream-Medien plausibel zu machen, wie diese Elite Obama mit dem Ziel benutze, das amerikanische Volk hereinzulegen, damit es deren globale Agenda akzeptiert. Diese Agenda beinhalte unter anderem aufgezwungenen Wehrdienst, unbefugtes Abhören der Bevölkerung, FEMA-Lager, das Kriegsrecht sowie eine Weltbank, die Amerika durch CO2-Steuern beherrschen würde.

## Rezeption
Einen Tag nach der Veröffentlichung des Dokumentarfilms im Jahr 2009 äußerte sich Andrew Napolitano, Moderator des Fox News-Onlinemagazins Freedom Watch in einer gemeinsamen Sendung mit Alex Jones lobend über die Inhalte dessen Films.
Bis Mitte 2013 hatte das Video, das die Verschwörungstheorie „einer diktatorischen angloamerikanischen Weltordnung“ „einflussreicher Eliten und Bänker“ verbreitet, 13 Mio. Zugriffe auf YouTube. Dort hatte sich auch ein psychisch gestörter Mann, der im November 2011 in der Absicht, Präsident Obama zu töten, auf das Weiße Haus schoss, den Film angesehen. Dies habe den Attentäter, der sich selbst für Jesus Christus und Barack Obama für den Antichrist hielt, nach Ansicht des Politologen Michael Barkun in seiner Neigung bestärkt, Obama zu dämonisieren.

## Mitwirkende
- Alex Jones
- Gerald Celente
- Daniel Estulin
- Webster Tarpley
- Jesse Ventura
- KRS-One